# IC 864
IC 864 ist eine Galaxie vom Hubble-Typ S? im Sternbild Coma Berenices am Nordsternhimmel, die schätzungsweise 522 Millionen Lichtjahre von der Milchstraße entfernt ist. 

Im selben Himmelsareal befinden sich u. a. die Galaxien IC 862, IC 866, IC 867, IC 870.
Das Objekt wurde am 11. Juni 1891 vom französischen Astronomen Stéphane Javelle entdeckt.